# رزاق أحمد (لاعب كرة قدم عراقي)
رزاق أحمد (من مواليد 1 يوليو 1944) هو مهاجم كرة قدم عراقي سابق لعب مع منتخب العراق في تصفيات كأس آسيا عام 1972.
لعب للمنتخب الوطني بين عام 1970 وعام 1974.

## إحصائيات المهنة

### الأهداف الدولية
النتائج تسجل رصيد أهداف العراق أولا.
| ت  | التاريخ        | المكان                      | الخصم  | الأهداف | نتيجة | المنافسة             |
| -- | -------------- | --------------------------- | ------ | ------- | ----- | -------------------- |
| 1. | 18 ديسمبر 1971 | الملعب الوطني، مدينة الكويت | الأردن | 1 –0    | 2-0   | تصفيات كأس آسيا 1972 |
| 2. | 22 ديسمبر 1971 | الملعب الوطني، مدينة الكويت | لبنان  | 4-1     | 4-1   | تصفيات كأس آسيا 1972 |